# Szczuczynci
Szczuczynci (ukr. Щучинці; pol. hist. Szczuczyńce) – wieś na Ukrainie, w obwodzie winnickim, w rejonie żmeryńskim. W 2001 roku liczyła 422 mieszkańców.
Należała do Jaroszyńskich, później Dłuskich.